# 费尔干尼

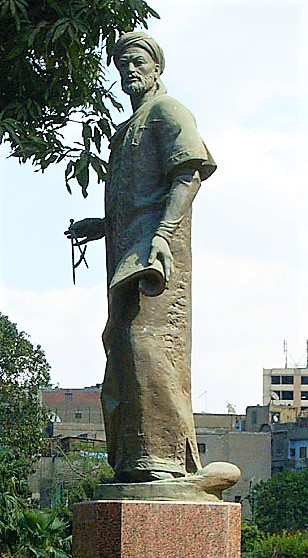
费尔干尼

阿布·阿巴斯·艾哈迈德·伊本·穆罕默德·伊本·卡西尔·费尔干尼（阿拉伯语：‎），一译法尔甘尼，巴格达阿巴斯王朝天文学家，生于今乌兹别克斯坦费尔干纳，著作涉及天文学及天文仪器，在中世纪阿拉伯国家和西方国家广泛流传。他的作品对托勒密的《天文学大成》进行了概况，并加入了修正后的实验数据，据传对哥白尼和哥伦布都产生了影响。月球阿尔·法甘尼陨石坑以他的名字命名。